# Băng

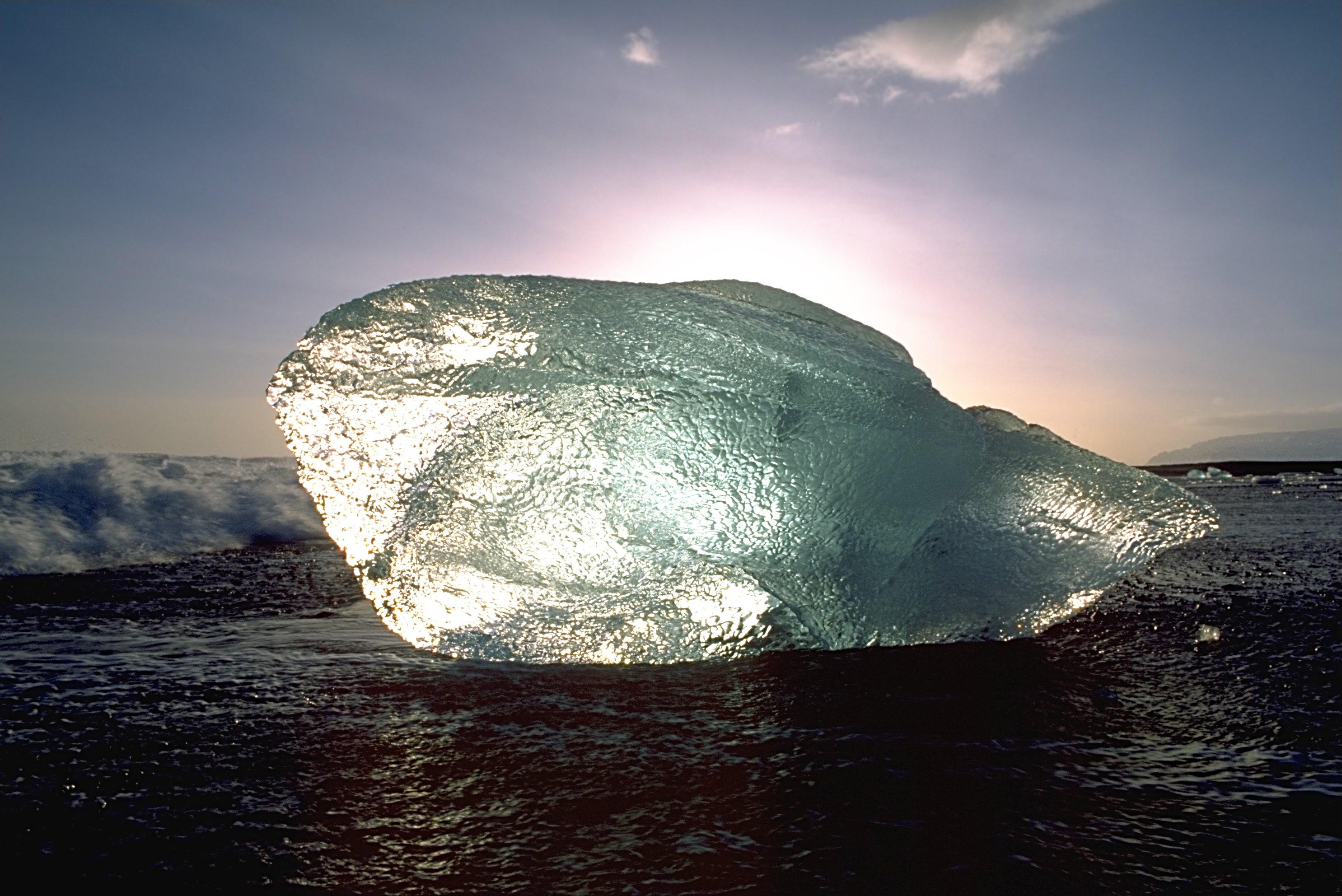
Một khối băng tự nhiên.

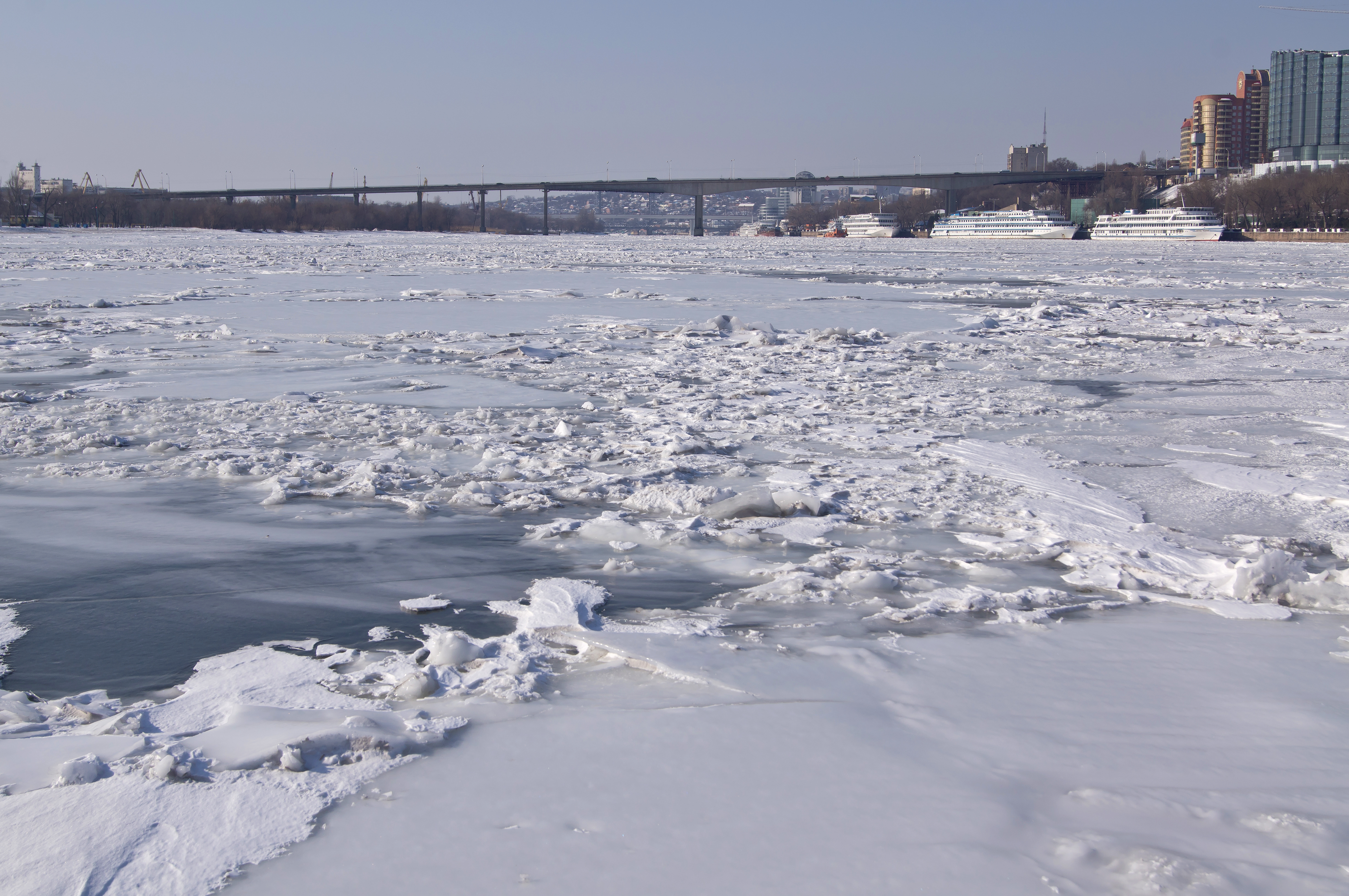
Sông băng.

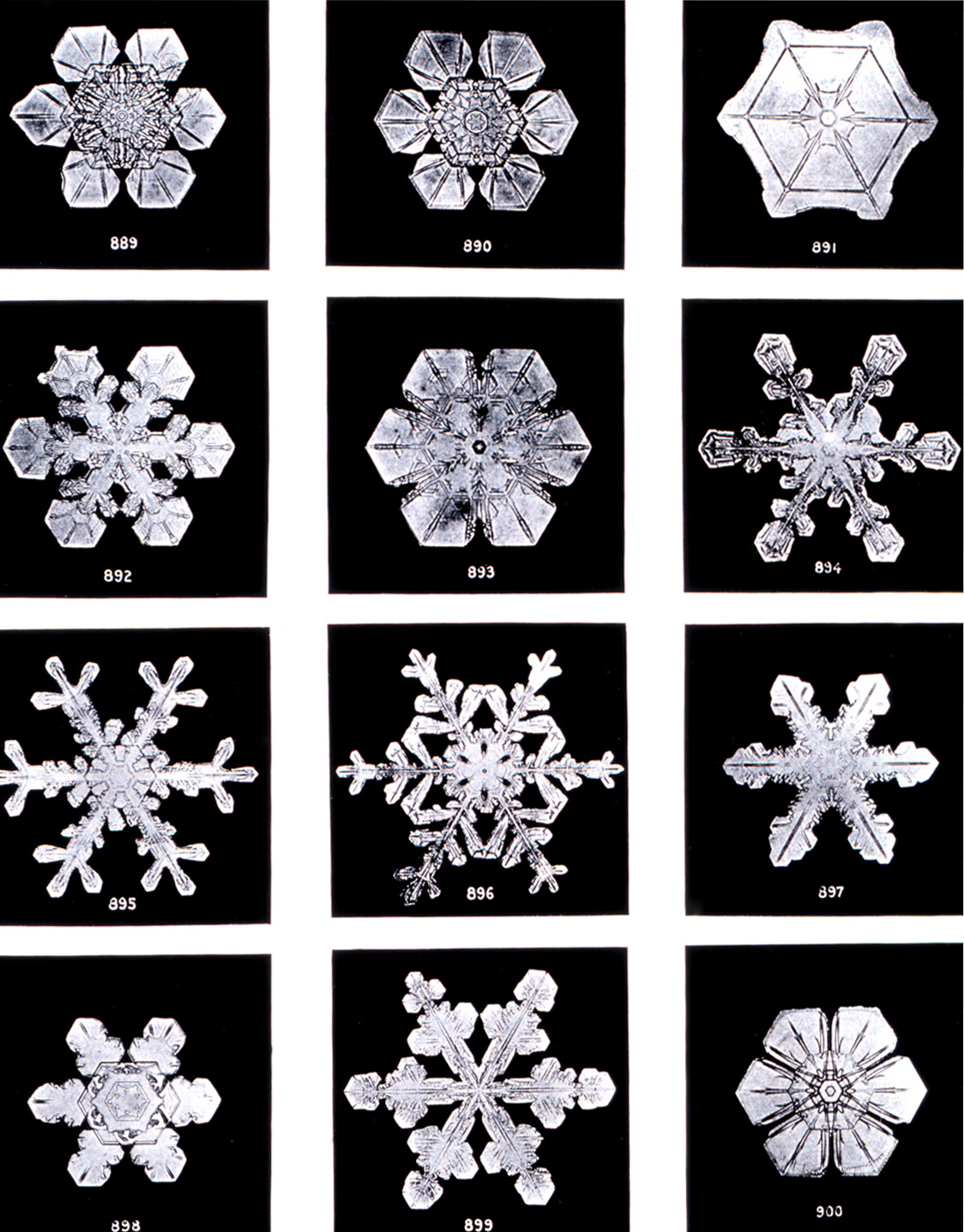
Các dạng hoa tuyết, Wilson Bentley, 1902.

Băng hay nước đá là dạng rắn của nước. Dạng tồn tại phổ biến nhất của băng là Ih, hình thành khi nước đông đặc tại 32 °F, 0 °C, hay 273,15 K tại áp suất khí quyển tiêu chuẩn, có tỷ trọng nhỏ hơn nước lỏng. Là một chất rắn vô cơ kết tinh tự nhiên có cấu trúc có trật tự, băng được coi là một khoáng chất.
Trong hệ Mặt Trời, băng rất dồi dào và xuất hiện một cách tự nhiên từ nơi gần Mặt Trời như Sao Thủy cho đến nơi xa Mặt Trời như các vật thể trong đám mây Oort. Ngoài hệ Mặt Trời, nó xuất hiện dưới dạng băng liên sao. Nó có nhiều trên bề mặt Trái Đất – đặc biệt là ở các vùng cực và phía trên đường băng tuyết – và, như một dạng giáng thủy và ngưng kết, nó đóng vai trò quan trọng trong chu trình nước và khí hậu của Trái Đất.

## Tính chất vật lý

### Các pha của nước
Băng có thể là một trong 19 pha tinh thể rắn đã biết của nước, hoặc ở trạng thái rắn vô định hình ở các khối lượng riêng khác nhau.
Hầu hết các chất lỏng dưới áp suất tăng đều đóng băng ở nhiệt độ cao hơn vì áp suất giúp giữ các phân tử lại với nhau. Tuy nhiên, các liên kết hydro mạnh trong nước khiến nó trở nên khác biệt: đối với một số áp suất cao hơn 1 atm (0,10 MPa), nước đóng băng ở nhiệt độ dưới 0 °C, như thể hiện trong biểu đồ pha bên dưới. Sự tan băng dưới áp suất cao được cho là góp phần vào sự chuyển động của sông băng.
Băng, nước và hơi nước có thể cùng tồn tại ở điểm ba, chính xác là ở nhiệt độ 273,16 K (0,01 °C) và ở áp suất 611,657 Pa.